# حقوق الإنسان في قرغيزستان
شهدت حقوق الإنسان في قرغيزستان تحسنًا بعد خلع الرئيس عسكر آكاييف في ثورة التوليب عام 2005 وتنصيب حكومة أكثر ديمقراطية في عهد روزا أوتونباييفا.
تواجه البلاد الآن حالة من عدم اليقين السياسي في محاولتها الحفاظ على نظام ديمقراطي. ومع ذلك، ما يزال الفساد وعدم الاستقرار ملاحظَين.
كانت قرغيزستان سابقًا أحد جمهوريات الاتحاد السوفيتي، واستقلت عند تفككه في عام 1991. بقيت الديمقراطية الفتية مستقرة في البلاد بشكل معقول طوال معظم التسعينيات، وأعطت وعودًا نسبية بقيادة آكاييف، لكنها اتجهت نحو الأوتوقراطية والسلطوية بحلول أوائل عام 2000، وحصلت على تصنيف 5.5 من منظمة بيت الحرية (فريدم هاوس) في عام 2000.
في عام 2004، وقبل الثورة الديمقراطية، صنّفت منظمة بيت الحرية قرغيزستان على أنها «غير حرة»، إذ نالت 6 في الحقوق السياسية و5 في الحريات المدنية (على مقياس من 1 إلى 7؛ 1 هو الأعلى). هذا يدل على تراجع ملحوظ، حيث كان تصنيفها 4.3 قبل عشر سنوات في عام 1994. على الرغم من أن دستور 1993 يعرّف جمهورية قرغيزستان بأنها جمهورية ديمقراطية، إلا أن الرئيس عسكر أكاييف استمر في السيطرة على الحكومة. وورد أن المخالفات الخطيرة قد أفسدت استفتاء دستوريًا وطنيًا عام 2003 وانتخابات رئاسية وبرلمانية في عام 2000.

## لمحة تاريخية
في 14 سبتمبر 2001، أعلنت وزارة الداخلية القيرغيزية أنها طبقت «نظام مراقبة الجوازات» على الناشطين «المؤيدين للإسلام» في الجزء الجنوبي من قرغيزستان. ووفقًا لمنظمة هيومن رايتس ووتش، ذُكر أن الحكومة كثّفت المضايقات على أعضاء المعارضة السياسية وجماعات وسائل الإعلام المستقلة والجماعات الدينية والأقليات العرقية بعد إعادة انتخاب الرئيس عسكر آكاييف في عام 2003. قبل الانتخابات في فبراير 2005، ذُكر أن حكومة آكاييف زادت القيود السياسية المفروضة على المواطنين القيرغيز من أجل -حسب رأي بعض المراقبين الخارجيين- منع اندلاع ثورة ديمقراطية كتلك الثورة التي في أوكرانيا.
وبحسب ما ورد، بقيت أوضاع حقوق الإنسان متدهورة في ظل نظام آكاييف عام 2004؛ على الرغم من وجود تحسينات في العديد من المجالات، ظلت المشاكل قائمة. ظل حق المواطنين في تغيير حكومتهم محدودًا وظلت المؤسسات الديمقراطية ضعيفة. في بعض الأحيان أساء أفراد قوات الأمن معاملة الأشخاص أو تعرّضوا لهم بالضرب، وظلت ظروف السجن سيئة. ظل الإفلات من العقاب يشكّل مشكلة جسيمة، رغم أن الحكومة اتخذت بعض الخطوات للقبض على المتورطين ومعاقبتهم خلال العام. كانت هناك حالات من الاحتجاز أو الاعتقال التعسفي. وحدّت كل من هيمنة الجهاز التنفيذي على القضاء والفساد من حق المواطنين في محاكمة عادلة.
قيّدت الحكومة من حين لآخر حرية التعبير والصحافة، واستخدم الأفراد والشركات المقربة من الحكومة الوسائل المالية للتحكّم بالعديد من وسائل الإعلام. كما استخدمت الحكومة الوسائل البيروقراطية للتضييق على بعض وسائل الإعلام المستقلة والمنظمات غير الحكومية والضغط عليها. على الرغم من السماح لجماعات حقوق الإنسان عمومًا بالعمل بحرية، ومواصلة مكتب أمين المظالم الحكومي في الدفاع بنشاط عن الحقوق الفردية، إلا أن الحكومة استمرت في بعض الأحيان في مضايقة بعض الجماعات والضغط عليها. ولّد العنف ضد النساء والأطفال مشكلة. وكانت عمالة الأطفال والتمييز ضد الأقليات العرقية من المشكلات المنتشرة. كما كان الإتجار بالبشر مشكلة دائمة.
في عام 2004، أظهر سجل حقوق الإنسان في الحكومة تحسنًا في بعض المجالات. ظلت أوضاع السجون سيئة لكنها واصلت التحسن خلال العام. طُرِد العديد من مسؤولي وزارة الشؤون الداخلية أو قُوضوا بسبب سوء سلوكهم أو الانتهاكات التي ارتكبوها. انخفضت شدة المضايقات المفروضة على جماعات المعارضة ووسائل الإعلام المستقلة إلى حد كبير، بما في ذلك رفع دعاوى الاعتداء على الشرف والكرامة ضد الصحف، وسمحت الحكومة للعديد من وسائل الإعلام المستقلة ببدء أعمالها. رغم أن الحكومة فرضت قيودًا على حريات التجمع وتكوين الجمعيات، ألغت المحكمة الدستورية في أكتوبر أحكام قانون التجمع العام التي اعتُبرت غامضة ومقيِّدة للغاية، في حين انخفض عدد المظاهرات التي تدخّلت الشرطة لإيقافها إلى حد كبير.
كانت المدوّنة الانتخابية الجديدة التي اعتُمدت في يناير بمثابة تحسن كبير مقارنة بالمدونة السابقة، ورحّبت بها المنظمات غير الحكومية المحلية وأحزاب المعارضة، على الرغم من أنها لا تزال دون المستوى الدولي. أظهرت ممارسة المواطنين لحقهم في اختيار حكومتهم في الانتخابات المحلية التي أجريت في أكتوبر بعض التحسّن، إذ اعتُبرت أكثر شفافية على نطاق واسع. اتخذت الحكومة خطوات لمكافحة الإتجار بالأشخاص، وبلغت محاكماتُ المتاجرين وإداناتهم زيادة كبيرة منذ 2003. للبلاد تاريخ طويل في الإتجار بالمخدرات، رغم أن الدولة تفرض عقوبة الإعدام على تهريبها.

## حادثة أنديجان
في يونيو 2005، قال مسؤولون قيرغيز إن 29 لاجئًا أوزبكيًا فروا إلى قرغيزستان في أعقاب مذبحة أنديجان سيعادون إلى أوزبكستان.
انتقدت الأمم المتحدة وجماعات حقوق الإنسان هذا القرار، وصرّحت بأن اللاجئين تعرضوا للتعذيب المحتمل أو الإعدام عند عودتهم. ومع ذلك، نقلت الأمم المتحدة 439 لاجئًا أوزبكيًا جوًا إلى مكان آمن خارج البلاد في 27 يونيو.

## التطورات الأخيرة
هناك خطوة لتقييد حرية التجمع، إذ انتقدت هيومن رايتس ووتش القانون المتعلق بحق المواطنين في عقد التجمعات السلمية لعام 2002، الذي اعتمدته الحكومة في 13 يونيو 2008 لكن الرئيس لم يوّقع عليه بعد. لو نُفِّذ القانون، لتعارض مع حكمين صادرين عن المحكمة العليا في قرغيزستان يشيران إلى أن القانون يعارض الدستور.
في خطوة أثارت قلق جماعات حقوق الإنسان، اعتقلت قوات الأمن عشرات الزعماء الدينيين والمحليين الأوزبكيين البارزين في أعقاب أعمال الشغب التي اندلعت في جنوب قرغيزستان عام 2010، بمن فيهم الصحفي وناشط حقوق الإنسان أزيمزهان أسكاروف. بعد محاكمة انتقدتها عدة منظمات دولية لحقوق الإنسان، حُكم على أسكاروف بالسجن المؤبد بتهم إثارة الاضطرابات على نطاق واسع، والتحريض على الكراهية العرقية، والتواطؤ في القتل. ذكرت العديد من منظمات حقوق الإنسان أنها تعتقد أن التهم الموجهة ضده والمتهمين معه ذات دوافع سياسية. تعُدّ منظمة العفو الدولية أسكاروف سجين رأي وهي تشنّ حاليًا حملة تطالب بإطلاق سراحه فورًا والتحقيق في مزاعم التعذيب على أيدي أجهزة إنفاذ القانون.
في 18 مايو 2011، حكمت محكمة كادامجاي الإقليمية على شابين هما إسكندر كامباروف (18 عامًا) وجونيبيك نوسيروف (22 عامًا) بالسجن لمدة سبع سنوات بتهمة حيازة قرصي DVD لمنظمة إسلامية متطرفة. لم يكن الرجلان إسلاميين بل من شهود يهوه. وما تزال الشرطة تحتجزهما منذ اعتقالهما في 29 يناير 2011.
في الآونة الأخيرة في عام 2019، خلال رئاسة سورونباي جينبيكوف وعلى الرغم من رأيه المعارض للأفعال غير المشروعة مثل اختطاف العرائس، لم يتم الاتفاق بعد على الحرية الإعلامية في قرغيزستان وما يزال الناشط في مجال حقوق الإنسان أزيمجون أسكاروف وراء القضبان.